# Panaxia similis
Panaxia similis là một loài bướm đêm thuộc phân họ Arctiinae, họ Erebidae.